# Platja de Sant Esteve de la Fosca
La platja de Sant Esteve de la Fosca és una platja del municipi de Palamós (Baix Empordà), que forma part de la platja de la Fosca. Limita a ponent amb la Roca Fosca, una gran roca negra que s'endinsa al mar i dona nom a la platja, que la separa de l'altre tram de platja de la Fosca, i a llevant amb un tram de penya-segats, sobre els quals hi ha el castell de Sant Esteve de Mar, que també dona nom a la platja. Orientada al sud-est, té una longitud de 170 m i una amplada mitjana de 45 m.